# Фрик-бой
Фрик-бой (англ. freak show fight) — поединок в спортивных единоборствах, характеризующийся глубокой разницей в мастерстве, опыте или весе между бойцами. Такие бои могут проводиться с участием соперников, сильно различающихся по весовой категории, либо между деятелями шоу-бизнеса, или по нетрадиционным правилам. Фрик-бои находятся на стыке спорта и шоу-бизнеса, некоторые из них по популярности у зрителей опережают полноценные спортивные соревнования, а сами спортсмены и их менеджеры подогревают интерес зрителей посредством трэш-тока, взаимных издёвок в соцсетях и карнавализированного оформления выхода бойца в ринг. Такого рода поединки были распространены в ранний период истории смешанных единоборств, но они становятся всё более редкими из-за регулирования спорта и введения официальных весовых категорий.
Фрик-бои традиционно ассоциируются с японскими промоушенами, поскольку в этой стране они весьма часты. Немногим менее распространены они в США. Кроме того, с 2019 года появились несколько польских и российских организаций, специализирующихся на таких поединках.
Развитие интернета способствует популярности фриковых состязаний у зрителей, а для деятелей медиапространства — видеоблогеров, актёров, гражданских активистов и даже политиков — в случае конфликтов фрик-бои являются аналогом дуэли в современных реалиях, легальной возможностью выяснить отношения по спортивным правилам, не прибегая к противозаконным действиям.

## История
Ранние промоушены ММА обычно почти не контролировали уровень мастерства и массу участников, что приводило к сильно несбалансированным поединкам в открытом весе. Первые турниры Ultimate Fighting Championship включали фрик-бои, самым известным из которых был поединок между 90-килограммовым бойцом Кейтом Хакни и 272-килограммовым сумоистом Эммануэлем Ярбро. Сам промоушен не отказывался от них до конца 1990-х годов.
Примерно в то же время японская компания Pride Fighting Championships приняла концепцию поединков, основанных на идее «техника против размера» или «Давид против Голиафа». Бывший боец Pancrace Икухиса Минова стал постоянным участником поединков против бойцов супертяжелого веса различного происхождения, как и 180-килограммовый рестлер Гигант Силва с противоположной стороны. Эта тенденция была принята японским промоушеном кикбоксинга K-1, продвигая бойцовскую карьеру широко разрекламированных супертяжеловесов, таких как Боб Сапп, Таро Акэбоно и Чхве Хон Ман, которые также выступали в Pride FC. Бойцы фрик-шоу обычно получали высокие телевизионные рейтинги в Японии, а специальный матч, в котором Сапп сразился с Акэбоно, побил исторические рекорды.
В 2010 году боксёр Джеймс Тони сразился с бывшим чемпионом UFC в супертяжелом весе Рэнди Кутюром в поединке по правилам смешанных единоборств и быстро сдался. Президент UFC Дэйна Уайт раскритиковал бой, назвав его «цирком уродов». Кроме того, после дебюта в 2015 году карьера Габи Гарсии в Rizin Fighting Federation подверглась критике из-за обилия фрик-боёв.
В России впервые провели фрик-бои в 2007 году в рамках телешоу «Король ринга» на Первом канале. Актёры, певцы и другие знаменитости состязались по правилам профессионального бокса, а победитель — Эдгард Запашный — выиграл 1 млн рублей. В рамках того же шоу был проведён выставочный бой между Олегом Тактаровым и американским актёром Дольфом Лундгреном, оба участника которого имели достижения в разных единоборствах; победу одержал Тактаров. Впоследствии подобный формат спортивно-развлекательных мероприятий долгое время не был популярен. В 2011 году появилась лига любительских боёв «Стрелка», принять участие в которой мог почти любой желающий, нередко и из числа зрителей поединков, и её нередко называют первой в стране лигой поп-ММА. Однако расцвет фрик-боёв в современном понимании наступил в 2019 году, когда в рамках интернет-шоу «Битва за хайп» начали проводиться поединки между знаменитостями, транслируемые на YouTube. Многие участники этих боёв были скандально известны, как, например, Вячеслав «Рыжий Тарзан» Дацик или Кирилл «Руки-базуки» Терешин. В 2020 году певица Ольга Бузова заявила о своей готовности выйти на ринг и предложила проводить боксёрское реалити-шоу, что, по мнению спортивного сообщества, могло бы популяризовать женский бокс.
В отличие от Японии, где основу фрик-боёв составляют поединки спортсменов неравного веса, и США, где состязаются блогеры, фрик-бои в русскоязычном медиапространстве стали включать в себя ещё и целый ряд нестандартных форматов, в том числе межгендерные поединки, групповые «забивы» околофутбольного формата, бокс в огромных перчатках на маленьком ринге, бокс в телефонной будке, борьбу в кабриолете и даже смесь бокса с армрестлингом. Тем не менее, поединки в «обычном» формате (по правилам ММА, классического бокса или бокса в открытых перчатках) тоже практикуются.

## Организаторы
В Восточной Европе интерес к фрик-боям достиг максимума, поэтому большинство организаций, организовывающих их, базируется в этом макрорегионе. Этому способствует зарождение здесь формата поп-ММА, нехарактерного для США и Японии.
- Fame MMA[пол.] и MMA-VIP[пол.] — польские промоушены, регулярно проводящие фрик-бои. Это вызывает немало критики в консервативном и религиозном польском обществе, многие поляки критикуют организаторов и участников этих мероприятий, считают их позором спорта.
- Epic Fight — российская лига, созданная организаторами Hardcore FC по мере отказа основного промоушена от фрик-боёв на фоне их возрастающей популярности. Считается каноничным примером «шоу уродов» от мира единоборств и самой «низшей» частью поп-ММА, за счёт чего и стала популярна.
- Punch Club — начинал как обычная российская лига поп-ММА, но в 2021 году начал развивать новые форматы — бокс в телефонной будке (реализация идиоматического английского выражения «fight in a phone booth») и борьбу в кабриолете (аналогично европейским шоу Car-Jitsu).
- Hype Fighting Championship — промоушен поп-ММА, вышедший из «Битвы за хайп». В отличие от первоначального шоу, не делает ставку на фрик-бои и проводит их лишь изредка. Аналогичной концепции придерживаются и Наше дело, и Top Dog FC, и Arena FC, и боксёрский клуб Рен-ТВ.
- Спортивно-развлекательный You-Tube-канал WinWin проводит боксёрские бои между российскими блогерами на маленьком ринге, причём участники боёв используют боксёрские перчатки очень больших размеров, что исключает получение травм лица.

В США соревнования по единоборствам сильно зарегулированы атлетическими комиссиями штатов, что ограничивает возможность легального проведения боёв среди широкого круга желающих. Тем не менее, время от времени при поддержке телевещательных или спортивных организаций проводятся отдельные мероприятия такого типа — например, соревнование по боксу среди видеоблогеров между командами YouTube и TikTok.

## Межгендерные поединки
Одним из видов фрик-боёв является поединок между мужчиной и женщиной. Постановочные поединки такого типа изредка проводятся в реслинге. В муай-тай первый такой поединок состоялся в 1994 году, в профессиональном боксе — в 1999. Некоторые феминистки выступают за регулярную организацию межгендерных боёв — предполагается, что в условиях равной весовой категории шансы на победу в состязании у разнополых соперников сопоставимы. Однако на данный момент нет достаточных статистических подтверждений этого мнения (проведено очень мало межгендерных боёв за всю историю), а спортивные эксперты утверждают, что превосходство мужчины над женщиной не нивелируется уравниванием весовой категории. Промоутеры, как правило, стараются уравнять шансы соперников, оценивая их вес и уровень мастерства.
В 2015 чемпионка UFC Миша Тейт по очереди дралась с четырьмя блогерами и победила всех. В 2016 году любительский боксёрский поединок между мужчиной и женщиной состоялся в спорткомплексе в Дмитрове. Один из самых известных межгендерных боёв состоялся в 2020 году, когда по правилам ММА сошлись профессиональная спортсменка Дарина «Красная королева» Маздюк и блогер Григорий «Полное ТВ» Чистяков: девушка, четырёхкратно уступая 240-килограммовому сопернику в весе, победила его техникой «граунд-энд-паунд», когда тот потерял равновесие и из-за собственного веса не смог подняться. Не состоялся ожидаемый многими поклонниками спорта бой между Ангелиной Семёновой и Алишером Моргенштерном.
В связи с распространением дискуссий об участии трансгендерных людей в спорте интерес вызывают поединки с их участием. Несколько таких боёв провёл польский промоушен MMA-VIP, что было негативно воспринято частью спортивной общественности, включая функционеров Международной федерации смешанных боевых искусств.

## Критика
Фрик-бои неоднозначно воспринимаются в обществе, единого мнения в отношении них нет даже у спортивных функционеров. Например, глава Федерации бокса России Умар Кремлёв одобряет проведение подобных соревнований, считая их полезными для популяризации бокса. А руководитель Союза ММА России Радмир Габдуллин, напротив, считает нужным запретить такие мероприятия, поскольку они позорят единоборства и привносят лжеценности. Многие спортсмены называют участников фрик-боёв «клоунами» и «уродами», другие же рассматривают для себя вариант участия в них.
Спортивные журналисты, как правило, относятся к фрик-боям с осторожным одобрением, хотя и подтверждают, что у некоторых зрителей при их просмотре может возникнуть чувство испанского стыда. Редакторы сайта Sherdog призывают «признаться самому себе и не чувствовать вину за то, что вы смотрите их с удовольствием». Спорт-Экспресс отмечает, что такие поединки «подкупают искренностью», а Чемпионат констатирует, что «они позорят единоборства, но вы с удовольствием их смотрите».